# Trojan Tauranac Racing
Trojan Tauranac Racing (alternative Schreibweise: Trojan-Tauranac Racing) war ein kurzlebiges britisches Motorsportteam, das 1974 einen von Ron Tauranac konstruierten und von Trojan hergestellten Rennwagen bei einigen Formel-1-Rennen an den Start brachte. Der Rennstall war unterfinanziert und schlecht ausgestattet. Er erzielte keine Weltmeisterschaftspunkte.

## Entstehungsgeschichte
Der 1914 gegründete Automobilhersteller Trojan baute vor und nach dem Zweiten Weltkrieg in Croydon eine Reihe von Nutzfahrzeugen. Nach der Übernahme durch Peter Agg stellte der Betrieb 1959 auf die Fertigung von Kleinfahrzeugen um, zu denen der Trojan 200 gehörte, eine Variante der Heinkel Kabine. Nachdem die Produktion dieses Rollermobils ausgelaufen war, baute Trojan verschiedene Sport- und Rennwagen im Fremdauftrag. Größter Auftraggeber war der Rennstall McLaren, der die Autos für seine Kundenteams meist bei Trojan bauen ließ. Als McLaren nach dem Tod seines Gründers Bruce McLaren dazu überging, seine Rennwagen komplett selbst zu bauen, endete die Beziehung zu Trojan.

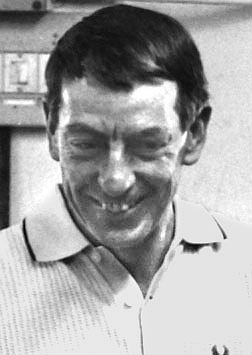
Konstrukteur Ron Tauranac

Trojan begann daraufhin, eigene Wettbewerbsfahrzeuge zu entwickeln und zu bauen. Das erste Modell war der Formel-5000-Rennwagen Trojan T101 von 1973, an dessen Konstruktion Ron Tauranac beteiligt war. Tauranac hatte in den 1960er-Jahren als Partner von Jack Brabham eine Reihe erfolgreicher Autos für das Brabham-Team gebaut. Als Jack Brabham sein Team an Bernie Ecclestone verkaufte, zog sich Tauranac 1971 vorübergehend zurück. Mit seinem Engagement bei Trojan stieg er wieder in den britischen Motorsport ein. Für die Formel-5000-Saison 1974 entwickelte er mit dem Trojan T102 ein komplett neues Modell, das ein Einzelstück blieb.
Parallel zu dem T102 konstruierte Tauranac „in sehr kurzer Zeit“ und mit sehr geringen Mitteln den Trojan T103, der für die Formel 1 bestimmt war. Einer der Initiatoren des Projekts war der australische Rennfahrer Tim Schenken, der eng mit Tauranac befreundet war. Trojan brachte den Wagen mit einem Werksteam im Frühjahr und Sommer 1974 in der Automobil-Weltmeisterschaft (Formel 1) an den Start.
Im Spätsommer 1974, als sich abzeichnete, dass dem Team die finanziellen Mittel ausgehen würden, trennte sich Tauranac von Trojan und begann, in Woking sein eigenes, Ralt genanntes Konstruktionsbüro aufzubauen, das 1975 den ersten Rennwagen komplettierte und in den 1980er-Jahren zu einem führenden Hersteller in der Formel 2 wurde. Tim Schenken gründete im folgenden Jahr zusammen mit Howden Ganley den Rennwagenhersteller Tiga Race Cars.

## Trojan T103

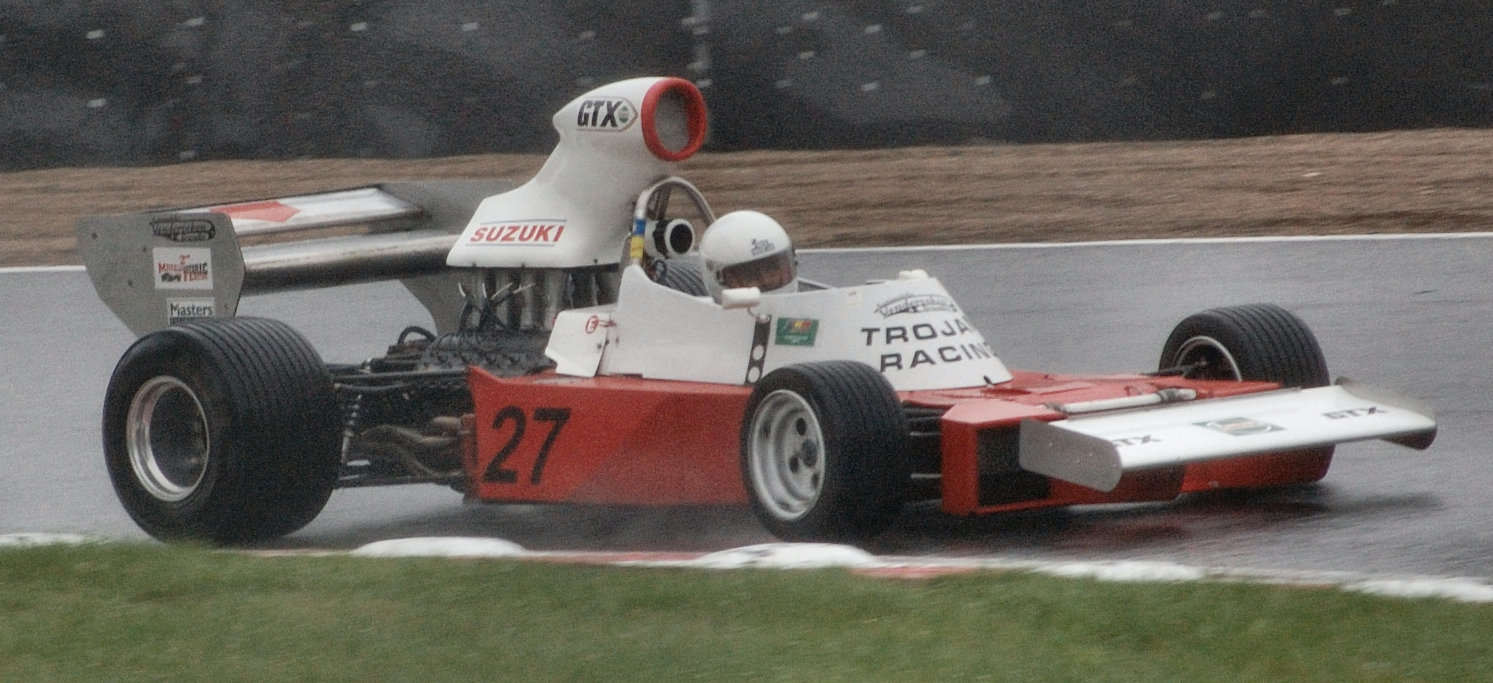
Trojan T103/1 mit dem Frontflügel ab dem GP Großbritannien 1974 eingesetzten Frontflügel

Der Trojan T103 ist ein einfaches und „sehr hässliches“ Baukastenauto, das weitgehend dem T102 gleicht. Sein Monocoque und die Aufhängung stimmen mit den Komponenten des Trojan T102 überein. Der T103 ist aber auf die Aufnahme eines Cosworth-DFV-Motors anstelle eines Achtzylinders von Chevrolet ausgelegt.
Eine Besonderheit des T103 waren die Belüftungsöffnungen, die in der ursprünglichen Version des Autos in die Seiten des Frontspoilers eingelassen waren. Tauranac übernahm damit ein Konstruktionsmerkmal seiner früheren Brabham-Wagen. Im Sommer 1974 wurde der Frontflügel überarbeitet. Das Auto bekam einen hoch angesetzten, glattflächigen Spoiler; die Lufteinlassöffnungen waren darunter angeordnet.
Zum Einsatz kam durchgängig das Chassis T103/1. Dieses Auto existiert noch; es wird gelegentlich bei Klassikerveranstaltungen gezeigt und gefahren. Es gibt Hinweise darauf, dass Trojan mit dem Bau eines zweiten Chassis zumindest begann; Renneinsätze dieses Exemplars sind allerdings nicht belegt.

## Renneinsätze

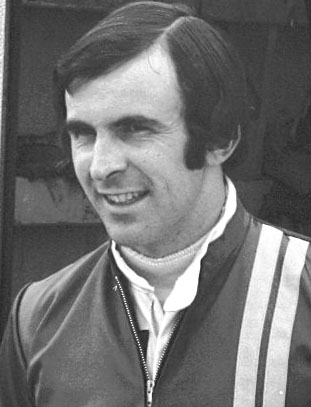
Tim Schenken

Trojan brachte den T103 im Laufe der Formel-1-Saison 1974 mit einem Werksteam an den Start, das als Trojan Tauranac Racing gemeldet wurde. Wesentlicher Sponsor war der britische Suzuki-Importeur, der seit Längerem geschäftlich mit Trojan verbunden war. Das Team erschien bei acht Weltmeisterschaftsläufen; Schenken qualifizierte sich zu sechs von ihnen. Es gab keine Zieleinläufe in den Punkterängen. Vor Saisonende stellte der Rennstall den Betrieb wieder ein. Wie schwach das Team finanziell aufgestellt war, zeigt der Umstand, dass es die beiden britischen Formel-1-Rennen ohne Weltmeisterschaftsstatus ausließ, was für kleine Teams sehr ungewöhnlich war.
Das Team debütierte beim Großen Preis von Spanien, wo Schenken ohne ausreichende Erfahrung mit dem Wagen die Qualifikation für den letzten Startplatz schaffte und damit Guy Edwards in Hills Lola T370 und Tom Belsø in Frank Williams’ Iso-Marlboro IR2 hinter sich ließ. Er fiel nach einem Unfall aus, wurde aber wegen der bis dahin zurückgelegten Distanz als 14. (und Letzter) gewertet. Beim anschließenden Rennen in Belgien ging Schenken von Platz 21 ins Rennen. Hier erreichte Trojan den ersten Zieldurchlauf: Schenken beendete das Rennen mit zwei Runden Rückstand als Zehnter. In Monaco war Schenken unmittelbar nach dem Start an einer Massenkollision beteiligt, in deren Folge er bereits in der ersten Runde ausfiel. Den anschließenden Großen Preis von Schweden ließ das Team aus; einer Quelle zufolge hatten die Veranstalter Trojans Meldung im Vorfeld nicht akzeptiert. Nachdem Schenken danach die Qualifikation zum Großer Preis der Niederlande verpasst hatte, verzichtete das Team auch auf das Folgerennen in Frankreich. In der Zwischenzeit entwickelte Tauranac einen neuen Frontflügel für den T103, der beim Großen Preis von Großbritannien debütierte. Dort schaffte Schenken die Qualifikation für den 25. und letzten Startplatz. Im Rennen fiel er nach sechs Runden nach einem Stoßdämpferdefekt aus. Beim Großen Preis von Deutschland verfehlte Schenken erneut die Qualifikation. In Österreich reichte die Qualifikationszeit wieder für eine Rennteilnahme. Schenken startete von Platz 19 und wurde am Ende Zehnter. Sowohl das Qualifikations- als auch das Rennergebnis war das beste Resultat des Teams. Der anschließende Große Preis von Italien wurde Trojans letztes Rennen. Schenken startete von Platz 20 und fiel nach 24 Runden mit einem Getriebedefekt aus. Zu den letzten beiden Saisonrennen, die in Nordamerika stattfanden, trat das Team nicht mehr an.

## Zahlen und Daten

### Statistik als Konstrukteur in der Formel 1
| Saison | Teamname               | Chassis     | Motor           | Reifen | Grands Prix | Siege | Zweiter | Dritter | Poles | schn. Runden | Punkte | WM-Rang |
| ------ | ---------------------- | ----------- | --------------- | ------ | ----------- | ----- | ------- | ------- | ----- | ------------ | ------ | ------- |
| 1974   | Trojan Tauranac Racing | Trojan T103 | Cosworth 3.0 V8 | F      | 6           | —     | —       | —       | —     | —            | 0      | 15      |

### Alle Fahrer in der Formel 1
| Fahrer       | für Trojan aktiv | Grands Prix | Punkte | Siege | Zweiter | Dritter | Poles | SR |
| ------------ | ---------------- | ----------- | ------ | ----- | ------- | ------- | ----- | -- |
| Tim Schenken | 1974             | 6           | 0      | —     | —       | —       | —     | —  |

### Ergebnisse in der Formel 1
| Saison | Fahrer       | Nr. | 1 | 2 | 3 | 4  | 5  | 6   | 7 | 8   | 9 | 10  | 11  | 12 | 13  | 14 | 15 | Punkte | Rang |
| ------ | ------------ | --- | - | - | - | -- | -- | --- | - | --- | - | --- | --- | -- | --- | -- | -- | ------ | ---- |
| 1974   |              |     |   |   |   |    |    |     |   |     |   |     |     |    |     |    |    | 0      | –    |
| 1974   | Tim Schenken | 23  |   |   |   | 14 |    | DNF |   | DNQ |   | DNF | DNQ | 10 |     |    |    | 0      | –    |
| 1974   | Tim Schenken | 41  |   |   |   |    | 10 |     |   |     |   |     |     |    |     |    |    | 0      | –    |
| 1974   | Tim Schenken | 29  |   |   |   |    |    |     |   |     |   |     |     |    | DNF |    |    | 0      | –    |